# 白神宏佑
白神 宏佑（しらがこうすけ、1983年 - ）は、日本の卓球指導者。岡山県岡山市出身。

## 経歴
関西高校から中央大学に進学。関西高校在学時の2000年には日中韓卓球大会の日本代表に選出。7度の国体出場経験がある。
大学卒業後は卓球指導者として老若男女問わず数多くの生徒を指導。
岡山リベッツ発足時から監督として指揮を取っていたが、2024-25シーズンを以て退任、総監督の座に就く。後任は田添響。
卓球普及の為リベッツ卓球スポットにてコーチとしても活動中である。

## 成績
1999年
- 中国総体　シングルス優勝
- 全日本選手権（ジュニアの部）　3位

2000年
- ベルギーユースオープン団体　3位
- ベルギーユースオープンシングル　8位
- インターハイダブルス　5位

2001年
- 関東学生新人戦シングル　準優勝
- 関東学生リーグ秋季　優勝

2002年
- 関東学生リーグ春季　優勝

2003年
- インカレ　3位
- 国民体育大会（静岡大会）　5位

2004年
- 関東学生リーグ春季　優勝

2005年
- 国民体育大会（岡山大会）　5位

## 受賞歴
- 関東学生リーグ　新人賞（2001年）